# 乌克兰外交部

烏克蘭語縮寫版本的標誌

乌克兰外交部（烏克蘭語：Міністерство закордонних справ України，羅馬化：Ministerstvo zakordonnych sprav Ukrainy）是管理乌克兰外交关系的政府机构。

## 历史
该部最初是作为乌克兰总秘书处的一部分而成立的，是处理民族事务总秘书的办事处，由联邦主义者塞爾希·葉夫雷莫夫领导。由于苏联的干预，该办公室于1917年12月22日改组为部。大约在同一时间成立了另一个政府，即苏联政府，宣布乌克兰政府是反革命的。后来乌克兰苏维埃政府还于1918年3月1日对办事处进行了改组。1923年，该办事处被苏联政府清算，并在20年后的1944年才恢复原状。但实际上在1919年任命保加利亚人克里斯蒂安·拉科夫斯基为部长之前，苏维埃政府并没有给予该部门多少注意。